# السياحة في كولومبيا

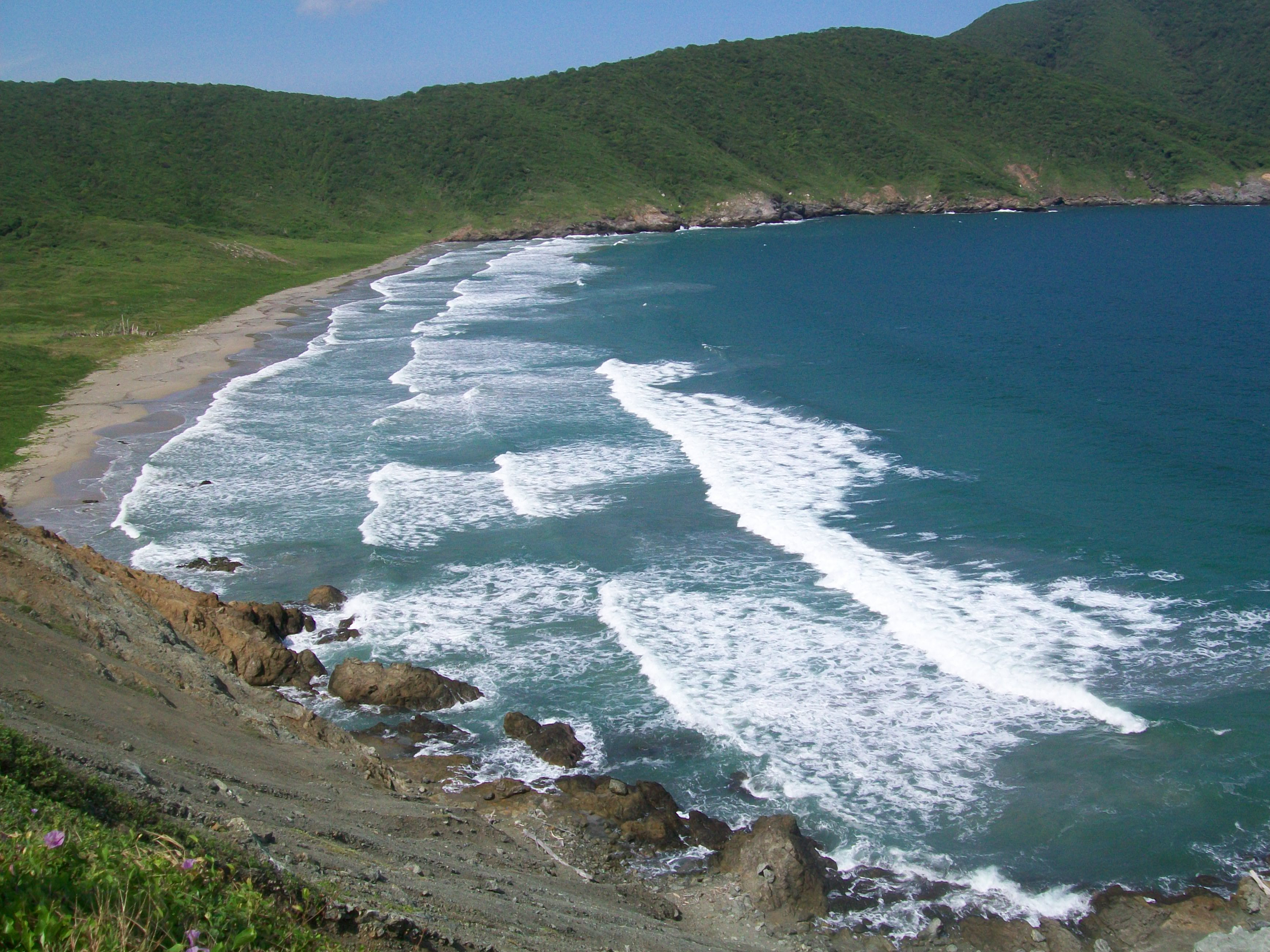
بلايا برافا في حديقة تايرونا الطبيعية الوطنية

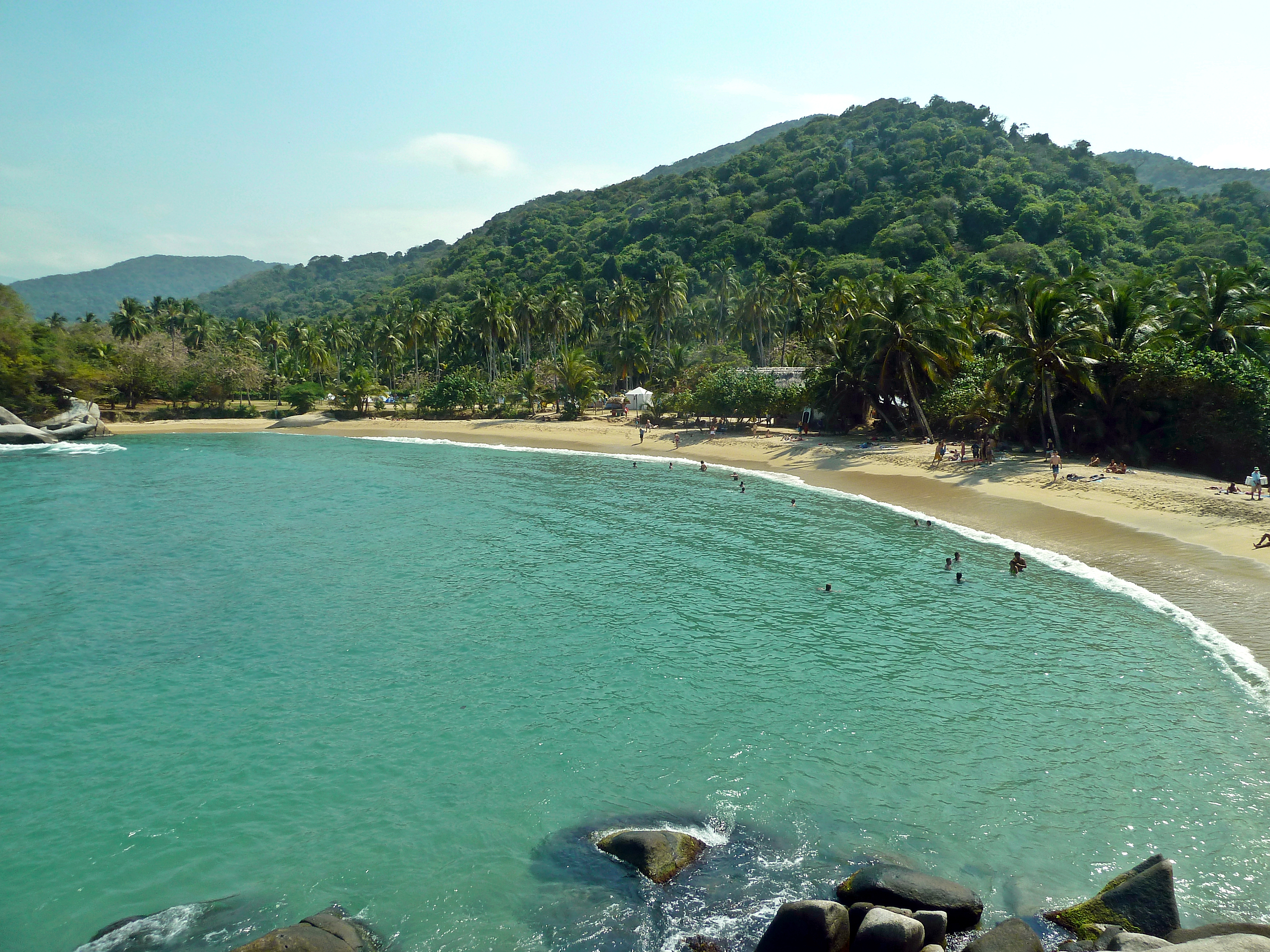
كابو سان خوان في حديقة تايرونا الوطنية

بلغت مساهمة السفر والسياحة في الناتج المحلي الإجمالي 5,880.3 مليار دولار أمريكي (2.0٪ من إجمالي الناتج المحلي) في عام 2016. ولّدت السياحة 556,135 فرصة عمل (2.5% من إجمالي العمالة) في عام 2016. ومن المتوقع أن ترتفع الزيارات السياحية الأجنبية من 0.6 مليون في عام 2007 إلى 4 مليون دولار في عام 2017. أصبحت السياحة المسؤولة حاجة ملحة لكولومبيا لأنها تقلل من الآثار الاجتماعية والاقتصادية والبيئية السلبية وتقدم مساهمات إيجابية في الحفاظ على التراث الطبيعي والثقافي.
تتمتع كولومبيا بمناطق جذب رئيسية كوجهة سياحية, مثل قرطاجنة والمناطق المحيطة بها التاريخية, المدرجة في قائمة التراث العالمي لليونسكو, القسم الجزري سان أندريس, بروفيدنسيا وسانتا كاتالينا، وسانتا مارتا والمنطقة المحيطة بها. تعد منطقة القهوة أيضًا وجهة شهيرة جدًا, خاصة مدينة سالنتو التقليدية وكوينديو والمناطق المحيطة بها. في الآونة الأخيرة, أصبحت بوغوتا, عاصمة البلاد, الوجهة السياحية الرئيسية في كولومبيا بسبب متاحفها ومرافقها الترفيهية المحسنة وتجديداتها الحضرية الرئيسية, بما في ذلك إعادة تأهيل المناطق العامة, وتطوير المتنزهات, وإنشاء شبكة واسعة من ركوب الدراجات. الطرق. بفضل جغرافيتها الغنية والمتنوعة, والتي تشمل منطقتي الأمازون والأنديز، ولانوس, وسواحل البحر الكاريبي والمحيط الهادئ، وصحاري لاغواخيرا وصحراء تاتاكوا, وتنوعها البيولوجي الفريد, تتمتع كولومبيا أيضًا بإمكانات كبيرة للسياحة البيئية.

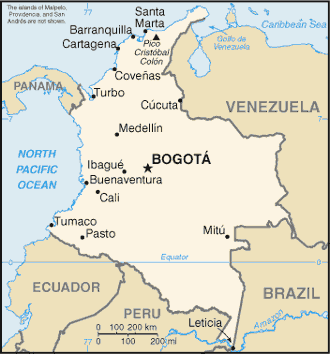
خريطة كولومبيا

## الأرض والمناخ
تقع كولومبيا في المنطقة الشمالية الغربية من قارة أمريكا الجنوبية. تقع سواحل كولومبيا على طول البحر الكاريبي والمحيط الهادئ. تقع جبال الأنديز داخل حدود كولومبيا, وهي مقصد شهير للسياح.
ويكون المناخ على طول الساحل وفي المناطق الشمالية من البلاد "دافئا واستوائيا... مع موسم ممطر من مايو إلى نوفمبر". تظل درجة الحرارة ثابتة إلى حد ما على مدار العام نظرًا لقرب كولومبيا من خط الاستواء. التنوع في درجات الحرارة يأتي من مستوى الارتفاع. يكون الجو أكثر برودة في المرتفعات الأعلى لكولومبيا من المناطق الساحلية المنخفضة.

## العطل
تشمل الأوقات الشعبية لزيارة كولومبيا أشهر المهرجانات مثل معرض كالي، وكرنفال بارانكيا، ومهرجان صيف بوغوتا، ومهرجان المسرح الأيبيري الأمريكي، وكرنفال السود والبيض في باستو، ومعرض مانيزاليس، ومهرجان الزهور هو عندما يكون معظم الأجانب يذهب السياح إلى كولومبيا. يزور الكثير من الناس كولومبيا خلال فترة عيد الميلاد والاحتفالات المحيطة باستقلال كولومبيا. تعتبر وزارة السياحة مواسم الذروة أسبوع الآلام, وأشهر الصيف في نصف الكرة الشمالي (يونيو, يوليو, أغسطس, سبتمبر) وموسم عيد الميلاد. خلال الأسبوع المقدس, يسافر العديد من الأشخاص إلى منطقة البحر الكاريبي في كولومبيا أو يزورون المعالم الشهيرة مثل كاتدرائية لاس لاخاس وكاتدرائية الملح في زيباكيرا ومونسيرات وتل غوادالوبي ومدن سانتا كروز دي مومبوكس وفيلا دي ليفا وغوامال أو بوبايان حيث التقاليد الكاثوليكية الرومانية و يتم تنفيذ الطقوس, من بين أمور أخرى. تستضيف كولومبيا أيضًا العشرات من المهرجانات الموسيقية الشعبية على مدار العام, مثل روك آل باركي ومهرجان إستريو للنزهة.

## الزائرين
معظم الزوار الذين يصلون إلى كولومبيا على أساس قصير الأجل هم من بلدان الجنسية التالية: 
| رتبة | دولة             | 2016    | 2017    |
| ---- | ---------------- | ------- | ------- |
| 1    | فنزويلا          | 352,392 | 767.347 |
| 2    | الولايات المتحدة | 498,960 | 529.013 |
| 3    | البرازيل         | 181,852 | 209.138 |
| 4    | الأرجنتين        | 135,151 | 185.891 |
| 5    | المكسيك          | 158,975 | 171.841 |
| 6    | الاكوادور        | 167,121 | 168.998 |
| 7    | بيرو             | 140,055 | 140.905 |
| 8    | شيلي             | 127,271 | 138.647 |
| 9    | إسبانيا          | 104,623 | 112.637 |
| 10   | بنما             | 103,014 | 110.629 |

## السياحة البيئية
أدى التنوع الكبير في الجغرافيا والنباتات والحيوانات في جميع أنحاء كولومبيا أيضًا إلى تطوير صناعة السياحة البيئية, والتي تتركز في المتنزهات الوطنية في البلاد. تشمل وجهات السياحة البيئية الشهيرة ما يلي: على طول الساحل الكاريبي, ومتنزه تايرونا الطبيعي الوطني في سلسلة جبال سييرا نيفادا دي سانتا مارتا وكابو دي لا فيلا على طرف شبه جزيرة غواخيرا، بركان نيفادو ديل رويز، ووادي كوكورا وصحراء تتاكوا في منطقة الأنديز الوسطى, ومنتزه فارالونيس دي كالي الطبيعي الوطني, في مقاطعة فالي ديل كاوكا، حديقة أماكاياكو الوطنية في حوض نهر الأمازون, وجزر مالبيلو وجورجونا في المحيط الهادئ, وهناك مناظر طبيعية أخرى فريدة مثل نهر كانيو كريستيلز في ميتا. اعتبارًا من عام 2018, هناك تسعة مواقع للتراث العالمي في كولومبيا, بما في ذلك ستة مواقع ثقافية وموقعين طبيعيين وموقع مختلط واحد.

## الأمان
لسنوات عديدة, أدى النزاع المسلح الداخلي الخطير إلى منع السياح من زيارة كولومبيا, حيث حذرت تحذيرات السفر الرسمية من السفر إلى البلاد. ومع ذلك, ارتفعت الأرقام بشكل حاد في السنوات الأخيرة, وذلك بفضل التحسن في الوضع الأمني الناتج عن استراتيجية "الأمن الديمقراطي" للرئيس السابق والقوات شبه العسكرية المدان ألفارو أوريبي, والتي تضمنت زيادات كبيرة في القوة العسكرية ووجود الشرطة في جميع أنحاء البلاد ودفعت الجماعات المتمردة بعيدًا. من المدن الكبرى والطرق السريعة والمواقع السياحية التي من المحتمل أن تجتذب الزوار الدوليين. ومن المتوقع أن ترتفع الزيارات السياحية الأجنبية من 0.6 مليون في عام 2007 إلى 4 مليون دولار في عام 2017. أصبحت السياحة المستدامة حاجة ملحة لكولومبيا لأنها تقلل من الآثار الاجتماعية والاقتصادية والبيئية السلبية وتقدم مساهمات إيجابية في الحفاظ على التراث الطبيعي والثقافي.
صنف دليل السفر لونلي بلانيت كولومبيا في المرتبة الثانية في قائمته لأفضل الدول التي يمكن زيارتها في عام 2017. لقد تم الاحتفاء بكولومبيا بسبب ثقافتها وكرم ضيافتها النابضة بالحياة ذات التفكير المستقبلي.

## احتفالات بارزة
- كرنفال بارانكيا[12]
- كرنفال السود والبيض[13]
- الاسبوع المقدس في بوبايان [14]

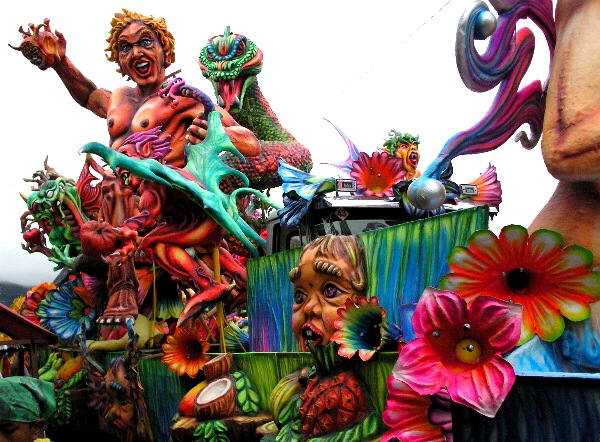
كرنفال الأسود والبيض
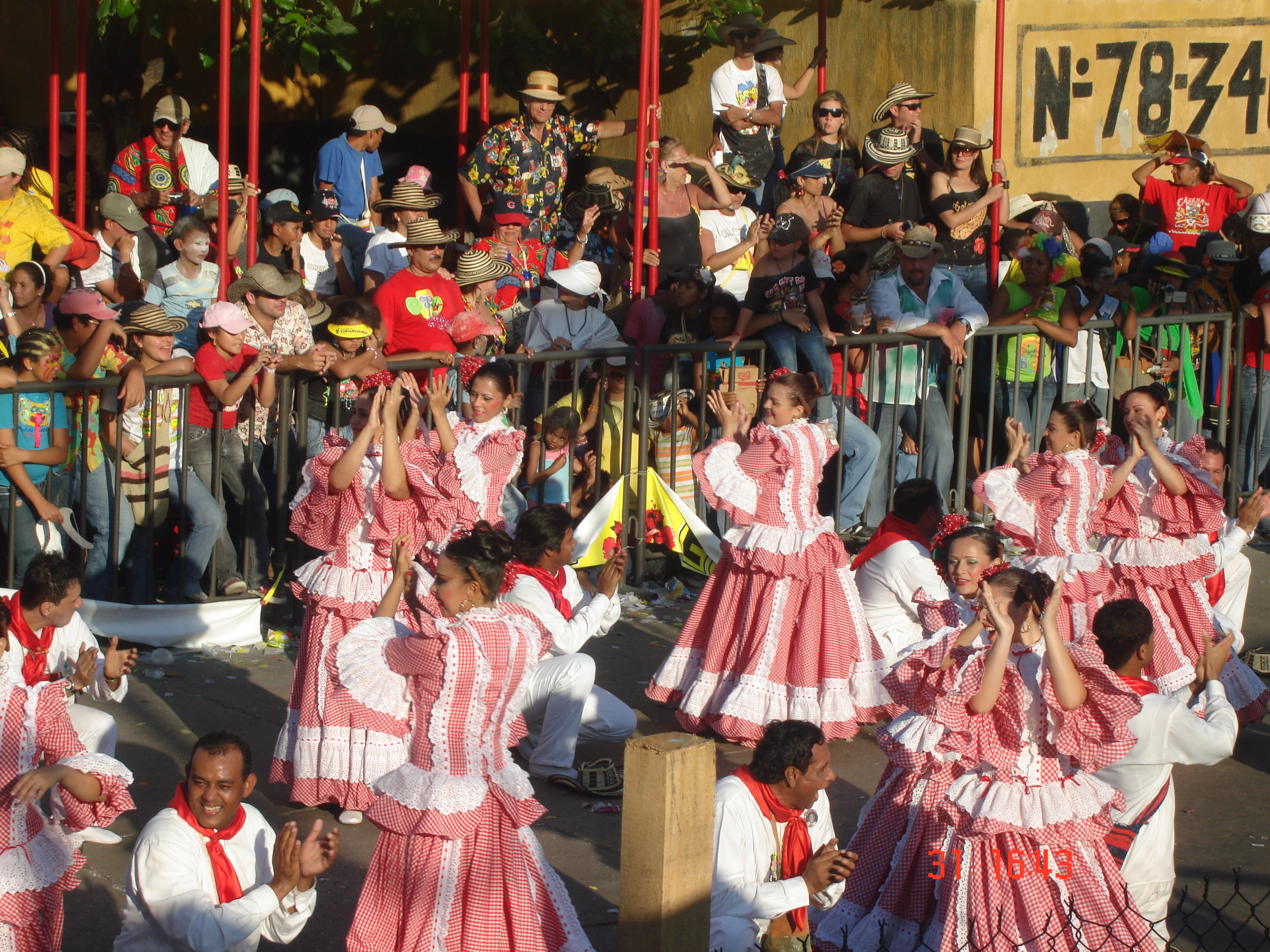
كرنفال بارانكيا